# Ainsley Iggo

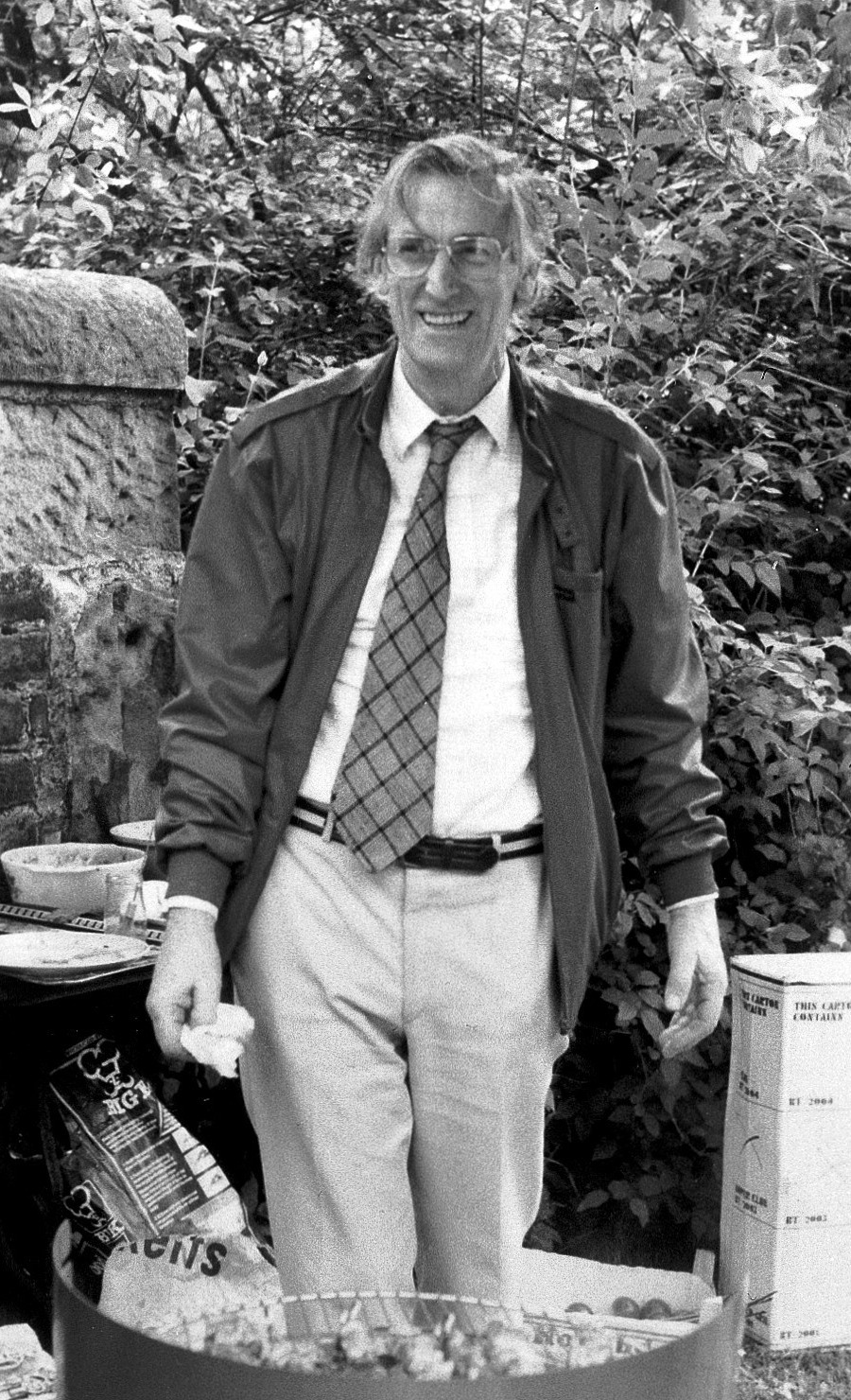
Ainsley Iggo 1990

Ainsley Iggo (* 2. August 1924 in Napier; † 25. März 2012 in Edinburgh) war ein neuseeländischer Neurophysiologe.

## Werdegang
Iggo studierte an einem Landwirtschaftscollege in Invercargill. Er erhielt ein Stipendium für ein Studium der Agrarwissenschaft an der University of New Zealand. Hier erhielt der ein Forschungsstipendium, das es ihm erlaubte, seine Studien in Großbritannien fortzusetzen. Er erlangten den BSc in Elektrophysiologie und  Neurowissenschaften an der University of Otago in Dunedin. Danach ging er nach Aberdeen an das Rowett Research Institute, eine agrarwissenschaftliche Forschungseinrichtung der University of Aberdeen. Dort erhielt er den PhD für deine Studien am Vagusnerv des Schafes.
1954 zug er nach Edinburgh um und arbeitete als Dozent für Physiologie an der medizinischen Schule der Edinburgh University. 1962 erhielt er den Lehrstuhl für Physiologie an der Royal School of Veterinary Studies der Edinburgh University.
Er leistete einen wichtigen Beitrag, die als „Dick Vet“ bekannte Schule zu einer international anerkannten Einrichtung auszubauen. Er war zeitweilig Dekan der Schule und blieb bis zu seinem Tod Emeritus der Veteriärphysiologie.
1958 zeichnete er als Erster elektrische Signale einzelner C-Fasern (Group C nerve fibres), der dünnsten Nerven im Körper, auf. Er bestimmte die Funktion verschiedener Rezeptoren in der Haut für Berührungen, Hitze- und Schmerzempfinden. Einer der Rezeptoren ist nach ihm benannt.
Im Jahre 1973 war er Mitgründer, 1981 bis 1984 Präsident der International Association for the Study of Pain (IASP). 1978 wurde er zum Fellow of the Royal Society und Fellow of the Royal Society of Edinburgh gewählt. 1991 wurde er zum ordentlichen Mitglied der Academia Europaea gewählt.

## Privatleben
Iggo war ab 1952 mit der Neuseeländerin Betty McCurdy verheiratet, mit der er drei Söhne hatte.